# Roman Týce
Roman Týce (ur. 7 maja 1977 w Roudnicach nad Labem) – czeski piłkarz występujący na pozycji środkowego pomocnika. W wieku 13 lat zaczął grę w ekipie juniorskiej Sparty Praga, gdzie grał potem w latach 1995–1996, po czym przeniósł się do zespołu Slovana Liberec. W roku 1998 przeniósł się do zespołu TSV 1860 Monachium, w którym jest najbardziej kojarzony. Latem 2007 opuścił TSV 1860 i przeniósł się na zasadzie wolnego transferu do SpVgg Unterhaching.
Tyce był także kapitanem Reprezentacji Czech w piłce nożnej na Euro 2000 i był powołany do reprezentacji narodowej na Euro 2004. Ogółem wystąpił w reprezentacji 25 razy oraz zdobył jedną bramkę. Týce zagrał również 26 razy w kadrze do lat 21 i trzy razy w kadrze B.